# Coracias naevius
La ghiandaia marina caporossiccio (Coracias naevius Daudin, 1800) è un uccello della famiglia Coraciidae.